# .45 GAP
.45 GAP или .45 G.A.P. (Glock Automatic Pistol) — пистолетный боеприпас созданный в 2002 году на базе патрона .45 ACP по заказу компании Glock GmbH. Разработчик - инженер Ernest Durham. Патрон .45 GAP по массогабаритным характеристикам и боевым качествам эквивалентен патрону .45 АСР (11,43×23 мм), отличаясь от последнего только меньшей длиной гильзы. Вместе с пистолетами фирмы "Glock" принят на вооружение полицейскими департаментами в некоторых штатах США (Джорджия, Южная Каролина, Флорида и т.д.). Известен также под обозначениями .45 Glock Automatic Pistol, 11.43х19 mm, XCR 11 019 CGC 040.